# Obra derivada
Una obra derivada és, en termes legislatius de drets d'autor, una obra intel·lectual creada a partir d'una o altres ja existents, incloent aspectes que poden estar subjectes a drets d'autor. L'obra derivada ha de garantir els drets d'autor de l'obra original.
Exemples d'obres derivades poden ser una traducció, una revisió o actualització, un compendi, un resum, un extracte, un arranjament musical i, en general, qualsevol transformació d'una obra literària, artística o científica.

## Drets sobre l'obra derivada
Segons el Conveni de Berna per a la Protecció de les Obres Literàries i Artístiques, entre les obres protegides pels drets d'autor es troben les obres derivades, les quals gaudeixen dels mateixos drets que les obres originals, sense detriment de les obres originals en les quals es basen. Una obra derivada és propietat de l'autor, sempre que no limiti els drets d'autor de l'autor de l'obra original, per això cal comptar amb l'autorització de l'autor original, llevat que el treball disposi d'una llicència lliure o es trobi en domini públic.
Pel que fa a les llicències Creative Commons, cal prestar atenció al símbol que expresa "Sense Obres Derivades (No Derivate Works)", on l'autorització per explotar l'obra no inclou la transformació per crear una obra derivada, la qual cosa indica que no es permet cap processament del treball creatiu: l'autor s'oposa a la concessió de l'autorització.